# Gerard de Vries Lentsch
Gerardus de Vries Lentsch (ur. 23 listopada 1883 w Nieuwendam, zm. 9 lipca 1973 w Oegstgeest) – holenderski żeglarz, olimpijczyk, zdobywca srebrnego medalu w regatach na Letnich Igrzyskach Olimpijskich w 1928 roku w Amsterdamie.
Na Letnich Igrzyskach Olimpijskich 1928 zdobył srebro w żeglarskiej klasie 8 metrów. Załogę jachtu Hollandia tworzyli również Cornelis van Staveren, Hendrik Kersken, Johannes van Hoolwerff, Lambertus Doedes i Maarten de Wit.
Wuj Wima, brat Willema – również żeglarzy-olimpijczyków.